# Абан ибн Саид
Аба́н ибн Саи́д аль-Кураши́ (араб. أبان بن سعيد بن العاص‎) — один из влиятельных курайшитов, сподвижник пророка Мухаммада.

## Биография
Его полное имя: Абан ибн Саид ибн аль-Ас ибн Умайя ибн Абд аш-Шамс ибн Абд Манаф аль-Кураши аль-Умави. Долгое время Абан был противником мусульман. После того, как его братья Амр и Халид приняли ислам, в его семье вспыхнули конфликты. В битве при Бадре воевал против мусульман. В этой битве погибли его братья Убайда и Ас. Во время заключения Худайбийского мирного договора Абан взял под своё покровительство посла Мухаммада, Усмана ибн Аффана.
На протяжении всего времени противостояния с мусульманами, постепенно изучал вероучение мусульман. Согласно исламскому преданию, Абан часто ехал в Сирию и в одной из таких поездок встретился с одним монахом, сообщившем ему о пришествии нового пророка в Аравии. Абан убедился в том, что приметы «нового пророка» полностью сходятся с личностью Мухаммада. Вернувшись в Мекку, он больше не испытывал чувства ненависти к мусульманам и спустя некоторое время принял ислам. Это произошло до битвы при Хайбаре.
После принятия ислама Абан совершил переселение в Медину, где ему было поручено ведение важных государственных дел в налоговой сфере. Во время халифата Абу Бакра участвовал в войнах против Византии. Погиб в одном из сражений против византийцев.